# Wolverine World Wide
Wolverine World Wide, Inc. (NYSE: WWW) er en amerikansk producent af fodtøj, der er baseret i Rockford, Michigan. De kendes for fodtøjsmærker som: Wolverine Boots and Shoes, Hush Puppies og Merrell.
De producerer fodtøj på licens fra Caterpillar og Harley-Davidson. I 2012 overtog de Collective Brands, hvorefter de fik mærker som Saucony, Keds, Stride Rite og Sperry Top-Sider.
Fredrick Hirth og G. A. Krause etablerede virksomheden i 1883. I 1921 indførte de navnet Wolverine Shoe and Tanning Corporation.